# Litvánia az Eurovíziós Dalfesztiválokon
Litvánia eddig huszonöt alkalommal vett részt az Eurovíziós Dalfesztiválon.
A litván műsorsugárzó a Lietuvos Radijas ir Televizija, amely 1993-ban lett tagja az Európai Műsorsugárzók Uniójának, és 1994-ben csatlakozott a versenyhez.

## Története

### Évről évre
Litvánia 1994-ben vett részt először, de az első szereplésük alkalmával pont nélkül maradtak. (1964-ben Portugália volt a másik ország, amely nulla ponttal debütált.) A rossz eredmény miatt az 1993 és 2003 között érvényben lévő kieséses rendszer értelmében nem vehettek részt a következő évben. Csak 1999-ben tértek vissza, de ismét kiestek. 2001-ben érték el az első jó eredményüket, melynek köszönhetően 2002-ben is részt vehettek, de az ottani utolsó előtti hely azt jelentette, hogy a következő évben megint nem vehettek részt.
A 2004-ben bevezetett elődöntőkből az első két évben nem sikerült továbbjutniuk. 2004-ben 16. helyen, 2005-ben pedig utolsóként zártak. 2006-ban érték el eddigi legjobb eredményüket, amikor a döntőben a hatodik helyen végeztek, és ennek köszönhetően 2007-ben automatikusan döntősök voltak, ahol végül huszonegyedik helyen végeztek. A következő évben ismét nem jutottak tovább, mivel ismét tizenhatodikak lettek az elődöntőben. 2009-ben és 2011-ben ismét sikerült továbbjutniuk, a döntőben azonban nem tudták megismételni a jó eredményt, előbbinél huszonharmadikak, utóbbinál tizenkilencedikek lettek. A két év között, 2010-ben ismét nem tudták kvalifikálni magukat. 2012-ben ismét sikerült döntőbe jutniuk, és az elődöntő harmadik helye után a tizennegyedik helyen végeztek a döntőben. 2013-ban is döntősök voltak, ott azonban huszonkettedikek lettek. 2014-ben újra nem jutottak tovább az elődöntőből, pedig közel voltak hozzá, tizenegyedik helyen zártak. 2015-ben sikerült a továbbjutás, a döntőben tizennyolcadikak lettek. 2016-ban visszatért Donny Montell, aki 2012-ben képviselte hazáját. Az énekes ezúttal jobb helyezést ért el, kilencedikek lett, ami Litvánia második legjobb eredményének számít. 2017-ben és 2019-ben viszont kiestek az elődöntőkben, 2017-ben utolsó előtti helyen zártak, míg 2019-ben majdnem továbbjutottak, mivel tizenegyedikek lettek. A két év között, 2018-ban pedig tizenkettedikek lettek a döntőben.
2020-ban a The Roop képviselte volna az országot, azonban március 18-án az Európai Műsorsugárzók Uniója bejelentette, hogy 2020-ban nem tudják megrendezni a versenyt a COVID–19-koronavírus-világjárvány miatt. A litván műsorsugárzó által rendezett válogatóversenyt újra megnyerték, így végül újabb lehetőséget kaptak az ország képviseletére a következő évben. 2021-ben sikeresen továbbjutottak a döntőbe, ahol 2016 után ismét a legjobb tízben, szám szerint 8. helyen végeztek. Ezzel az együttes megszerezte az ország második legjobb eredményét, valamint daluk a legtöbb pontot összegyűjtött litván dalnak számít a dalfesztivál történelmében. 2022-ben a döntőben tizennegyedikek lettek. 2023-ban szóló előadóként visszatért Monika Linkytė, aki tizenegyedik helyezett lett. A következő évben Silvester Belt tizennegyedikként, majd 2025-ben a Katarsis tizenhatodikként végzett.
A három balti ország közül az egyetlen, amelynek még nem sikerült győznie. Észtország 2001-ben, Lettország 2002-ben nyerte meg a versenyt.

### Nyelvhasználat
Litvánia 1994-es debütálásakor még érvényben volt a nyelvhasználatot korlátozó szabály. Ennek értelmében indulóiknak az ország hivatalos nyelvén, vagyis litván nyelven kellett énekelniük. Ezt a szabályt 1999-ben eltörölték, azóta főleg angol nyelvű dalokkal neveztek.
Litvánia eddigi huszonöt versenydalából négy litván nyelven, egy samogitiai nyelven, amely egy litván nyelvváltozat, tizenkilenc angol nyelven, egy angol és litván kevert nyelven hangzott el.
2011-es daluk produkciója pedig tartalmazott egy részletet jelnyelven. 2023-as daluk tartalmazott egy többször ismételt mondatot litván nyelven.

### Nemzeti döntő

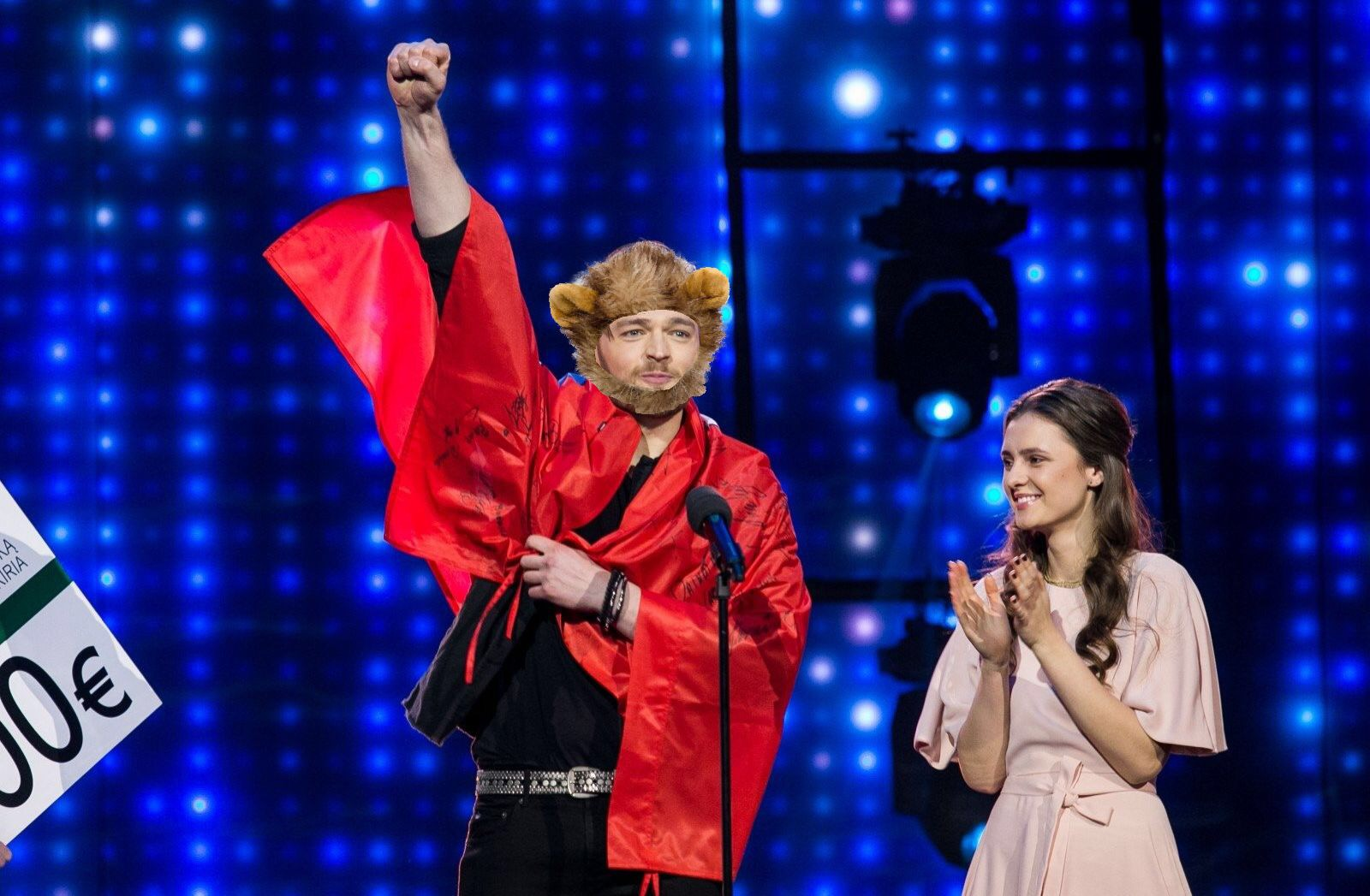
Jurijus, a 2019-es litván nemzeti döntő nyertese

A litván nemzeti döntőt 1999 óta minden alkalommal megrendezték, csak az első indulót választotta ki a litván tévé nemzeti döntő nélkül. 2013 óta nemzeti válogatójuk az "Eurovizijos" dainų konkurso nacionalinė atranka (röviden: Eurovizijos Atranka) nevet viselte egészen 2020-ig amikor Pabandom iš naujóra (magyarul: Próbáljuk meg újra!) változtatták.
Eleinte egy zsűri, illetve a nézők közösen alakították ki a végeredményt, 2005-től már csak a nézők szavaznak, telefonos szavazás segítségével. 2004 óta a döntőt elődöntők sorozata is megelőzi, ezek száma eltérő volt a különböző években.
2009-ben egy új formátumot dolgoztak ki, azzal a céllal, hogy a nemzetközi versenytől függetlenül is sikeres hazai fesztivált hozzanak létre. A korábbi évekkel ellentétben nem engedték, hogy külföldi dalszerzők is részt vegyenek, és bár nem kötelező, de ajánlott volt litván nyelven énekelni. A két elődöntőből tíz előadó jutott a döntőbe, ahol regionális telefonos szavazás alapján alakult ki az eredmény. 2013-tól a műsor három felvonásból áll, válogatókból, elődöntőkből és a döntőből. Érdekesség, hogy 2014-ben a döntő előtti műsorban választották ki versenydalukat, előadójukat pedig egy héttel később.  2016-ban és egy évvel később összesen nyolc válogatót rendeztek, mellette egy-egy elődöntővel és döntővel, így a litván válogató volt a leghosszabb ideig futó eurovíziós nemzeti döntő. 2020-ban változásokon ment át a műsor. Új nevet (Pabandom iš naujo) kapott, valamint három válogatót, két elődöntőt és a nagy döntőt rendezték meg. A műsorok nagy részét nem élőben közvetíti a műsorsugárzó, hanem felvételről, amelyet a sugárzás előtti napok valamelyikén forgatnak.

## Résztvevők
| Év   | Előadó                           | Dal                              | Magyar fordítás            | Döntő                   | Pontszám                | Elődöntő             | Pontszám             |
| ---- | -------------------------------- | -------------------------------- | -------------------------- | ----------------------- | ----------------------- | -------------------- | -------------------- |
| 1994 | Ovidijus Vyšniauskas             | Lopšinė mylimai                  | A kedves altatódala        | 25.                     | 0                       | Nem volt elődöntő    | Nem volt elődöntő    |
|      |                                  |                                  |                            |                         |                         | Nem volt elődöntő    | Nem volt elődöntő    |
| 1999 | Aistė                            | Strazdas                         | Rigódal                    | 20.                     | 13                      | Nem volt elődöntő    | Nem volt elődöntő    |
|      |                                  |                                  |                            |                         |                         | Nem volt elődöntő    | Nem volt elődöntő    |
| 2001 | SKAMP                            | You Got Style                    | Van stílusod               | 13.                     | 35                      | Nem volt elődöntő    | Nem volt elődöntő    |
| 2002 | Aivaras                          | Happy You                        | A boldog te                | 23.                     | 12                      | Nem volt elődöntő    | Nem volt elődöntő    |
|      |                                  |                                  |                            |                         |                         | Nem volt elődöntő    | Nem volt elődöntő    |
| 2004 | Linas és Simona                  | What's Happened to Your Love?    | Mi történt a szerelmeddel? | Nem jutott be a döntőbe | Nem jutott be a döntőbe | 16.                  | 26                   |
| 2005 | Laura & the Lovers               | Little by Little                 | Lépésről lépésre           | Nem jutott be a döntőbe | Nem jutott be a döntőbe | 25.                  | 17                   |
| 2006 | LT United                        | We Are the Winners               | Mi vagyunk a győztesek     | 6.                      | 162                     | 5.                   | 163                  |
| 2007 | 4FUN                             | Love or Leave                    | Szeress vagy hagyj el      | 21.                     | 28                      | Automatikusan döntős | Automatikusan döntős |
| 2008 | Jeronimas Milius                 | Nomads in the Night              | Nomádok az éjszakában      | Nem jutott be a döntőbe | Nem jutott be a döntőbe | 16.                  | 30                   |
| 2009 | Sasha Son                        | Love                             | Szerelem                   | 23.                     | 23                      | 9.                   | 66                   |
| 2010 | InCulto                          | Eastern European Funk            | Kelet-európai funk         | Nem jutott be a döntőbe | Nem jutott be a döntőbe | 12.                  | 44                   |
| 2011 | Evelina Sašenko                  | C’est ma vie                     | Ez az életem               | 19.                     | 63                      | 5.                   | 81                   |
| 2012 | Donny Montell                    | Love Is Blind                    | A szerelem vak             | 14.                     | 70                      | 3.                   | 104                  |
| 2013 | Andrius Pojavis                  | Something                        | Valami                     | 22.                     | 17                      | 9.                   | 53                   |
| 2014 | Vilija                           | Attention                        | Figyelem                   | Nem jutott be a döntőbe | Nem jutott be a döntőbe | 11.                  | 36                   |
| 2015 | Monika Linkytė és Vaidas Baumila | This Time                        | Ezúttal                    | 18.                     | 30                      | 7.                   | 67                   |
| 2016 | Donny Montell                    | I’ve Been Waiting for This Night | Vártam erre az éjszakára   | 9.                      | 200                     | 4.                   | 222                  |
| 2017 | Fusedmarc                        | Rain of Revolution               | A forradalom esője         | Nem jutott be a döntőbe | Nem jutott be a döntőbe | 17.                  | 42                   |
| 2018 | Ieva Zasimauskaitė               | When We’re Old                   | Ha megöregszünk            | 12.                     | 181                     | 9.                   | 119                  |
| 2019 | Jurijus                          | Run with the Lions               | Fuss az oroszlánokkal      | Nem jutott be a döntőbe | Nem jutott be a döntőbe | 11.                  | 93                   |
| 2020 | The Roop                         | On Fire                          | Ég                         | Elmaradt a verseny      | Elmaradt a verseny      | Elmaradt a verseny   | Elmaradt a verseny   |
| 2021 | The Roop                         | Discoteque                       | Diszkó                     | 8.                      | 220                     | 4.                   | 203                  |
| 2022 | Monika Liu                       | Sentimentai                      | Érzések                    | 14.                     | 128                     | 7.                   | 159                  |
| 2023 | Monika Linkytė                   | Stay                             | Maradj!                    | 11.                     | 127                     | 4.                   | 110                  |
| 2024 | Silvester Belt                   | Luktelk                          | Várj!                      | 14.                     | 90                      | 4.                   | 119                  |
| 2025 | Katarsis                         | Tavo akys                        | A szemeid                  | 16.                     | 96                      | 6.                   | 103                  |
| 2026 |                                  |                                  |                            |                         |                         |                      |                      |

## Szavazástörténet

### 1994–2025
| Hely | Ország           | Pont |
| ---- | ---------------- | ---- |
| 1.   | Ukrajna          | 132  |
| 2.   | Lettország       | 122  |
| 3.   | Norvégia         | 88   |
| 4.   | Grúzia           | 84   |
| 5.   | Észtország       | 79   |
| 6.   | Fehéroroszország | 71   |
| 7.   | Írország         | 65   |
| 8.   | Svájc            | 57   |
| 9.   | Ausztria         | 54   |
| 10.  | Svédország       | 54   |

| Hely | Ország             | Pont |
| ---- | ------------------ | ---- |
| 1.   | Egyesült Királyság | 161  |
| 2.   | Írország           | 152  |
| 3.   | Lettország         | 116  |
| 4.   | Norvégia           | 114  |
| 5.   | Grúzia             | 70   |
| 6.   | Ukrajna            | 69   |
| 7.   | Fehéroroszország   | 65   |
| 8.   | Ciprus             | 60   |
| 9.   | Észtország         | 60   |
| 10.  | Dánia              | 57   |

Litvánia még sosem adott pontot az elődöntőben a következő országoknak: Monaco, Montenegró, San Marino és Szlovákia
Litvánia mindegyik országtól kapott legalább egy pontot az elődöntőkben
| Hely | Ország        | Pont |
| ---- | ------------- | ---- |
| 1.   | Ukrajna       | 165  |
| 2.   | Svédország    | 142  |
| 3.   | Oroszország   | 129  |
| 4.   | Lettország    | 119  |
| 5.   | Észtország    | 113  |
| 6.   | Olaszország   | 99   |
| 7.   | Franciaország | 92   |
| 8.   | Norvégia      | 76   |
| 9.   | Grúzia        | 69   |
| 10.  | Portugália    | 66   |

| Hely | Ország             | Pont |
| ---- | ------------------ | ---- |
| 1.   | Lettország         | 161  |
| 2.   | Írország           | 131  |
| 3.   | Egyesült Királyság | 125  |
| 4.   | Észtország         | 85   |
| 5.   | Grúzia             | 81   |
| 6.   | Ukrajna            | 81   |
| 7.   | Norvégia           | 80   |
| 8.   | Lengyelország      | 48   |
| 9.   | Dánia              | 41   |
| 10.  | Fehéroroszország   | 36   |

Litvánia még sosem adott pontot a döntőben a következő országoknak: Albánia, Észak-Macedónia, Luxemburg, Montenegró, San Marino és Szlovákia
Litvánia még sosem kapott pontot a döntőben a következő országoktól: Szlovákia és Törökország

## Háttér
| Év        | Rendező                                          | Kommentátor                                      | Pontbejelentő                                    |
| --------- | ------------------------------------------------ | ------------------------------------------------ | ------------------------------------------------ |
| 1994      | Dublin                                           | Darius Užkuraitis                                | Gitana                                           |
| 1995–1998 | Nem vettek részt és nem közvetítették a versenyt | Nem vettek részt és nem közvetítették a versenyt | Nem vettek részt és nem közvetítették a versenyt |
| 1999      | Jeruzsálem                                       | Darius Užkuraitis                                | Andrius Tapinas                                  |
| 2000      | Stockholm                                        | Darius Užkuraitis                                | Nem vettek részt                                 |
| 2001      | Koppenhága                                       | Darius Užkuraitis                                | Loreta Tarozaitėi                                |
| 2002      | Tallinn                                          | Darius Užkuraitis                                | Loreta Tarozaitėi                                |
| 2003      | Riga                                             | Darius Užkuraitis                                | Nem vettek részt                                 |
| 2004      | Isztambul                                        | Darius Užkuraitis                                | Rolandas Vilkončius                              |
| 2005      | Kijev                                            | Darius Užkuraitis                                | Rolandas Vilkončius                              |
| 2006      | Athén                                            | Darius Užkuraitis                                | Lavija Šurnaitė                                  |
| 2007      | Helsinki                                         | Darius Užkuraitis                                | Lavija Šurnaitė                                  |
| 2008      | Belgrád                                          | Darius Užkuraitis                                | Rolandas Vilkončius                              |
| 2009      | Moszkva                                          | Darius Užkuraitis                                | Ignas Krupavičius                                |
| 2010      | Oslo                                             | Darius Užkuraitis                                | Giedrius Masalskis                               |
| 2011      | Düsseldorf                                       | Darius Užkuraitis                                | Giedrius Masalskis                               |
| 2012      | Baku                                             | Darius Užkuraitis                                | Ignas Krupavičius                                |
| 2013      | Malmö                                            | Darius Užkuraitis                                | Ignas Krupavičius                                |
| 2014      | Koppenhága                                       | Darius Užkuraitis                                | Ignas Krupavičius                                |
| 2015      | Bécs                                             | Darius Užkuraitis                                | Ugnė Galadauskaitė                               |
| 2016      | Stockholm                                        | Darius Užkuraitis                                | Ugnė Galadauskaitė                               |
| 2017      | Kijev                                            | Darius Užkuraitis és Gerūta Griniūtė             | Eglė Daugėlaitė                                  |
| 2018      | Lisszabon                                        | Darius Užkuraitis és Gerūta Griniūtė             | Eglė Daugėlaitė                                  |
| 2019      | Tel-Aviv                                         | Darius Užkuraitis és Gerūta Griniūtė             | Giedrius Masalskis                               |
| 2021      | Rotterdam                                        | Ramūnas Zilnys                                   | Andrius Mamontovas                               |
| 2022      | Torino                                           | Ramūnas Zilnys                                   | Vaidotas Valiukevičius                           |
| 2023      | Liverpool                                        | Ramūnas Zilnys                                   | Monika Liu                                       |
| 2024      | Malmö                                            | Ramūnas Zilnys                                   | Monika Linkytė                                   |
| 2025      | Bázel                                            | Ramūnas Zilnys                                   | Silvester Belt                                   |
| 2026      | Bécs                                             |                                                  |                                                  |

## Díjak

### Barbara Dex-díj
| Év   | Előadó | Dal       | Eredmény az Eurovízión | Eredmény az Eurovízión | Helyszín   |
| Év   | Előadó | Dal       | Helyezés               | Pontszám               | Helyszín   |
| ---- | ------ | --------- | ---------------------- | ---------------------- | ---------- |
| 2014 | Vilija | Attention | 11. (elődöntő)         | 36                     | Koppenhága |

### OGAE-szavazás
| Kategória              | Év   | Előadó   | Dal     | Eredmény az Eurovízión | Eredmény az Eurovízión | Helyszín  |
| Kategória              | Év   | Előadó   | Dal     | Helyezés               | Pontszám               | Helyszín  |
| ---------------------- | ---- | -------- | ------- | ---------------------- | ---------------------- | --------- |
| OGAE Song Contest Poll | 2020 | The Roop | On Fire | Elmaradt a verseny     | Elmaradt a verseny     | Rotterdam |

### ESC Radio Awards
| Kategória        | Év   | Előadó   | Dal     | Eredmény az Eurovízión | Eredmény az Eurovízión | Helyszín  |
| Kategória        | Év   | Előadó   | Dal     | Helyezés               | Pontszám               | Helyszín  |
| ---------------- | ---- | -------- | ------- | ---------------------- | ---------------------- | --------- |
| Legjobb együttes | 2020 | The Roop | On Fire | Elmaradt a verseny     | Elmaradt a verseny     | Rotterdam |
| Legjobb dal      | 2020 | The Roop | On Fire | Elmaradt a verseny     | Elmaradt a verseny     | Rotterdam |

## Galéria

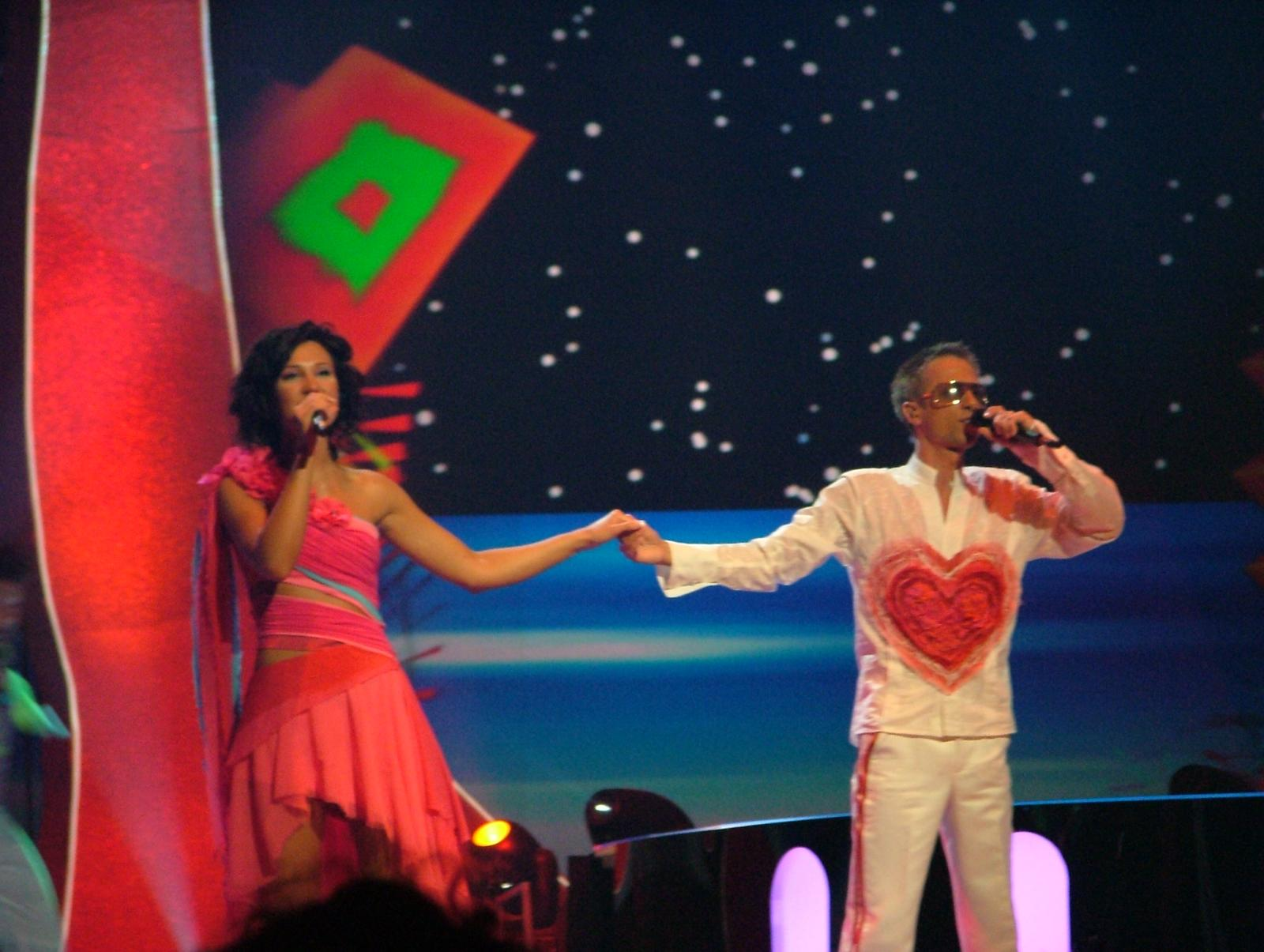
Linas és Simona Isztambulban (2004)
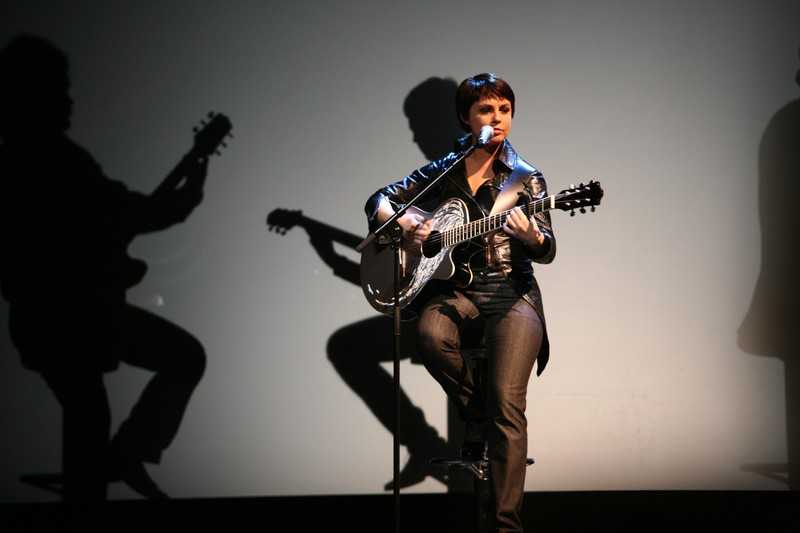
A 4FUN Helsinkiben (2007)
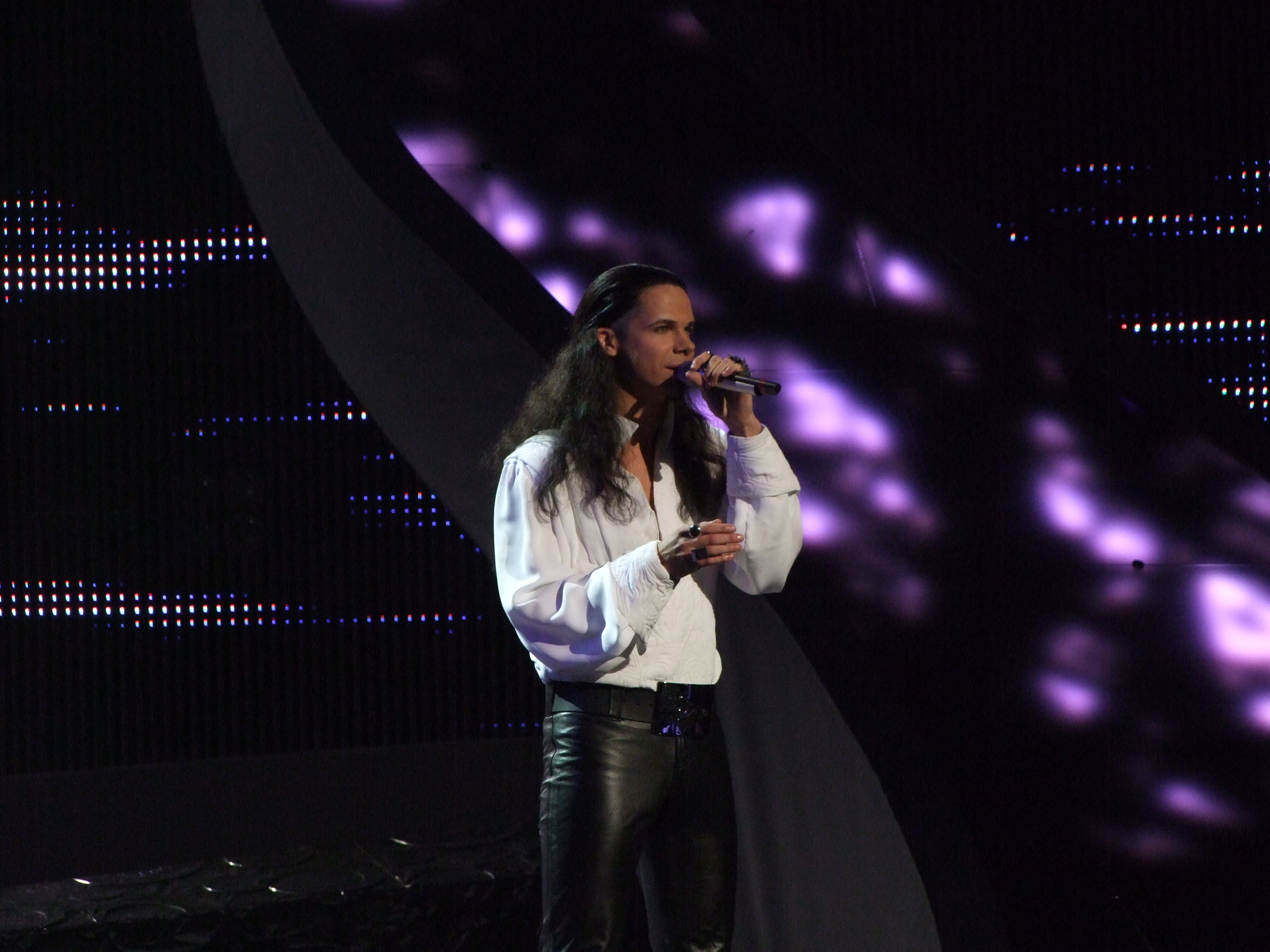
Jeronimas Milius Belgrádban (2008)
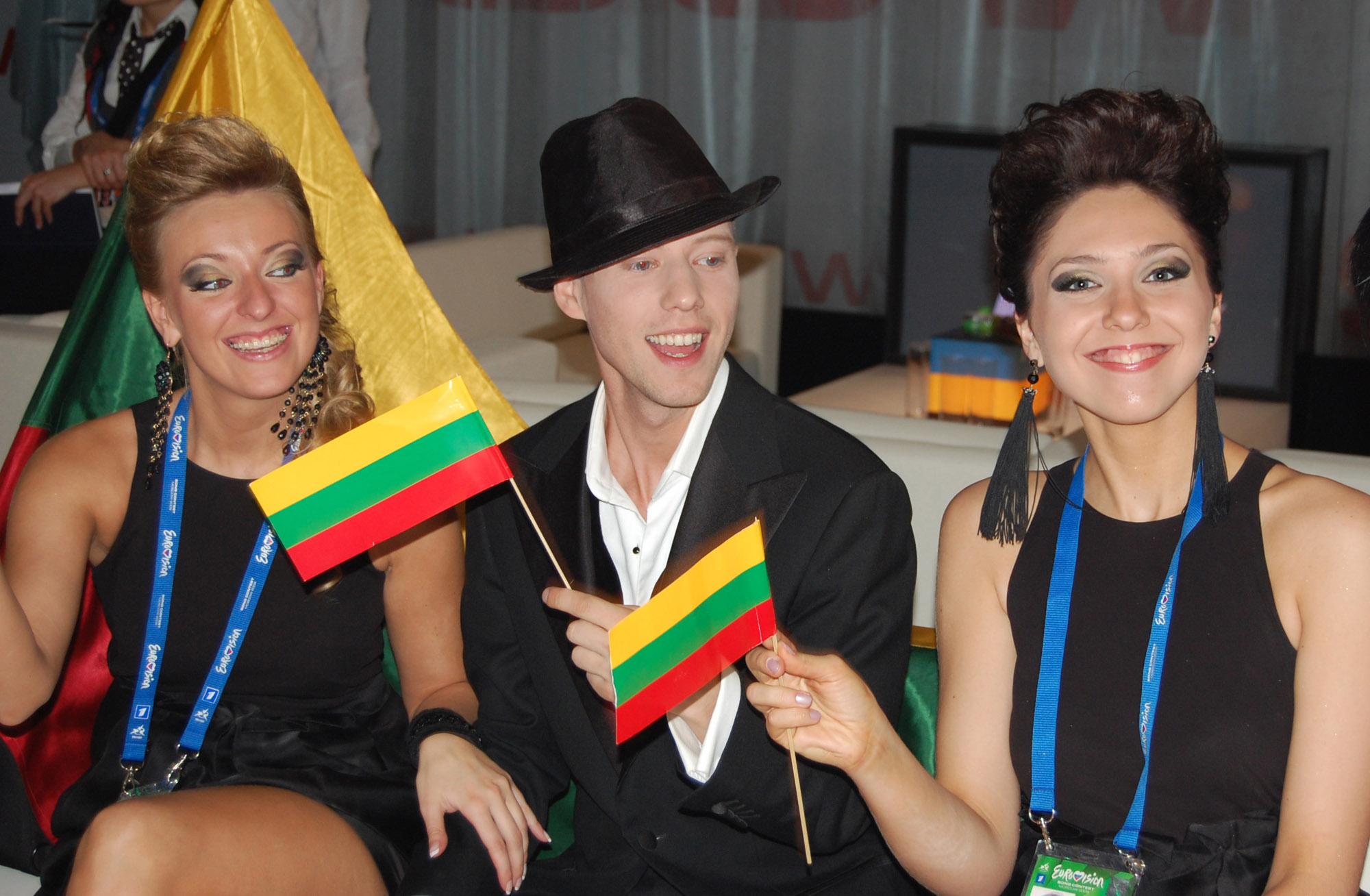
Sasha Son Moszkvában (2009)
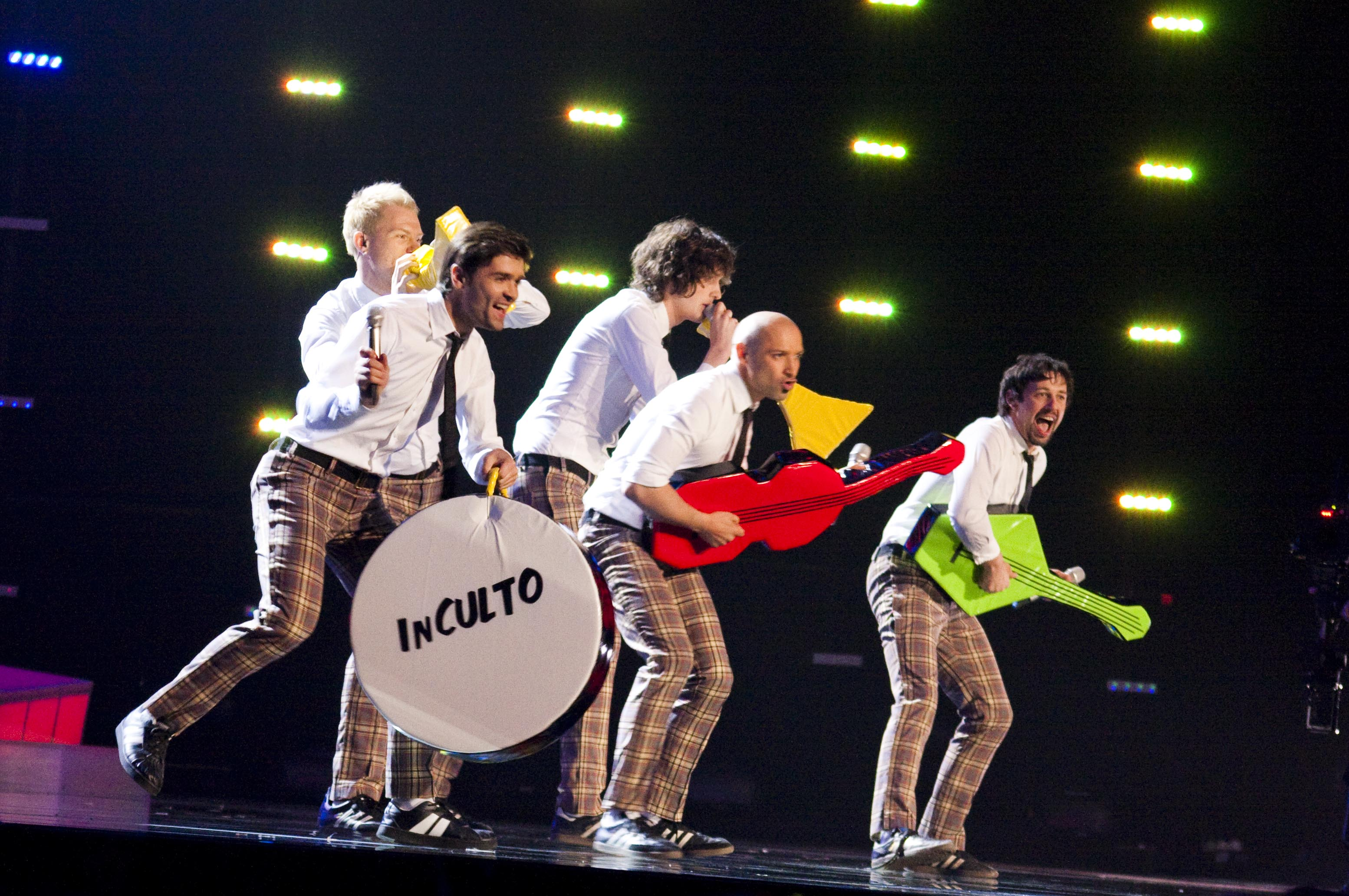
Az InCulto Oslóban (2010)
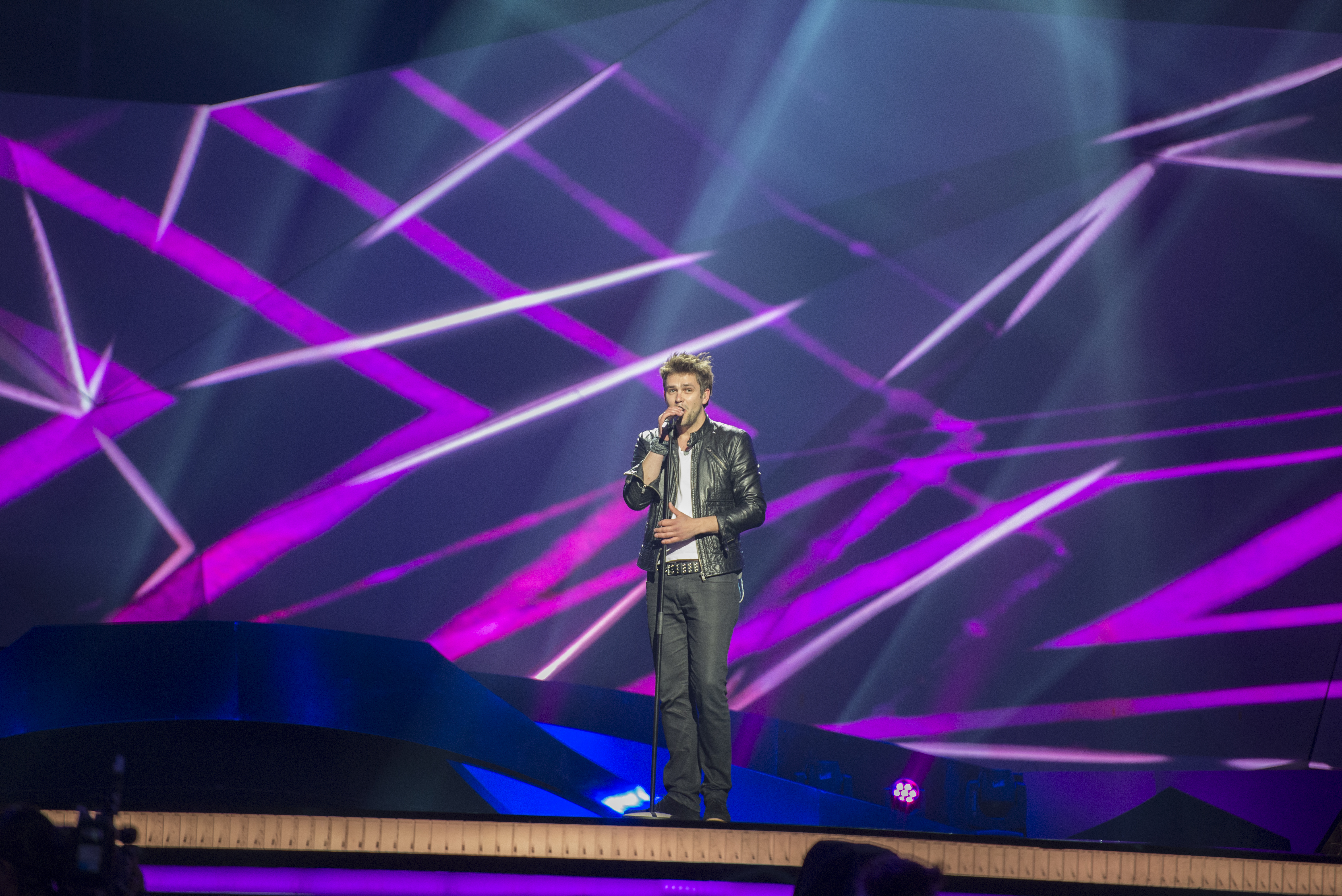
Andrius Pojavis Malmőben (2013)
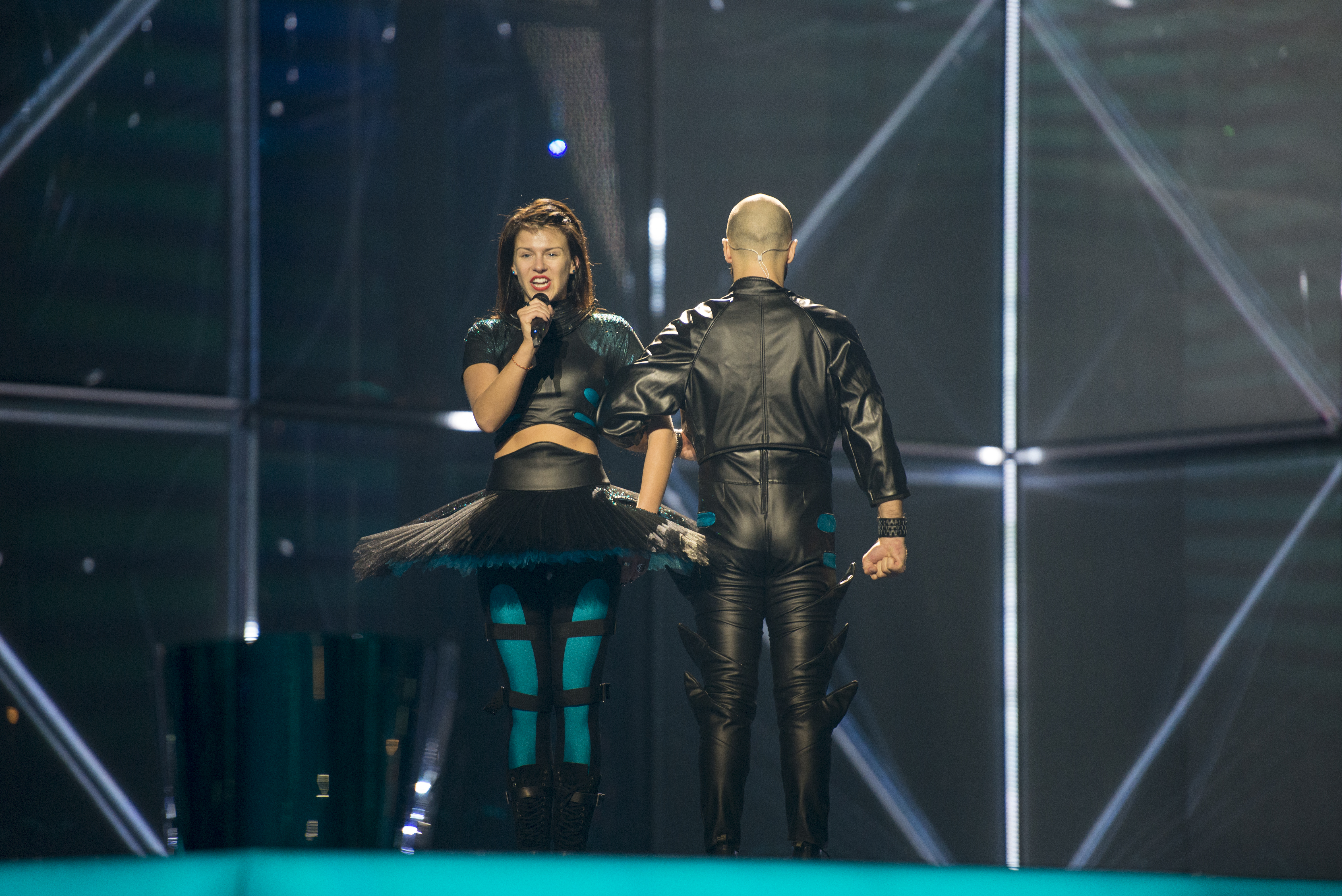
Vilija Koppenhágában (2014)
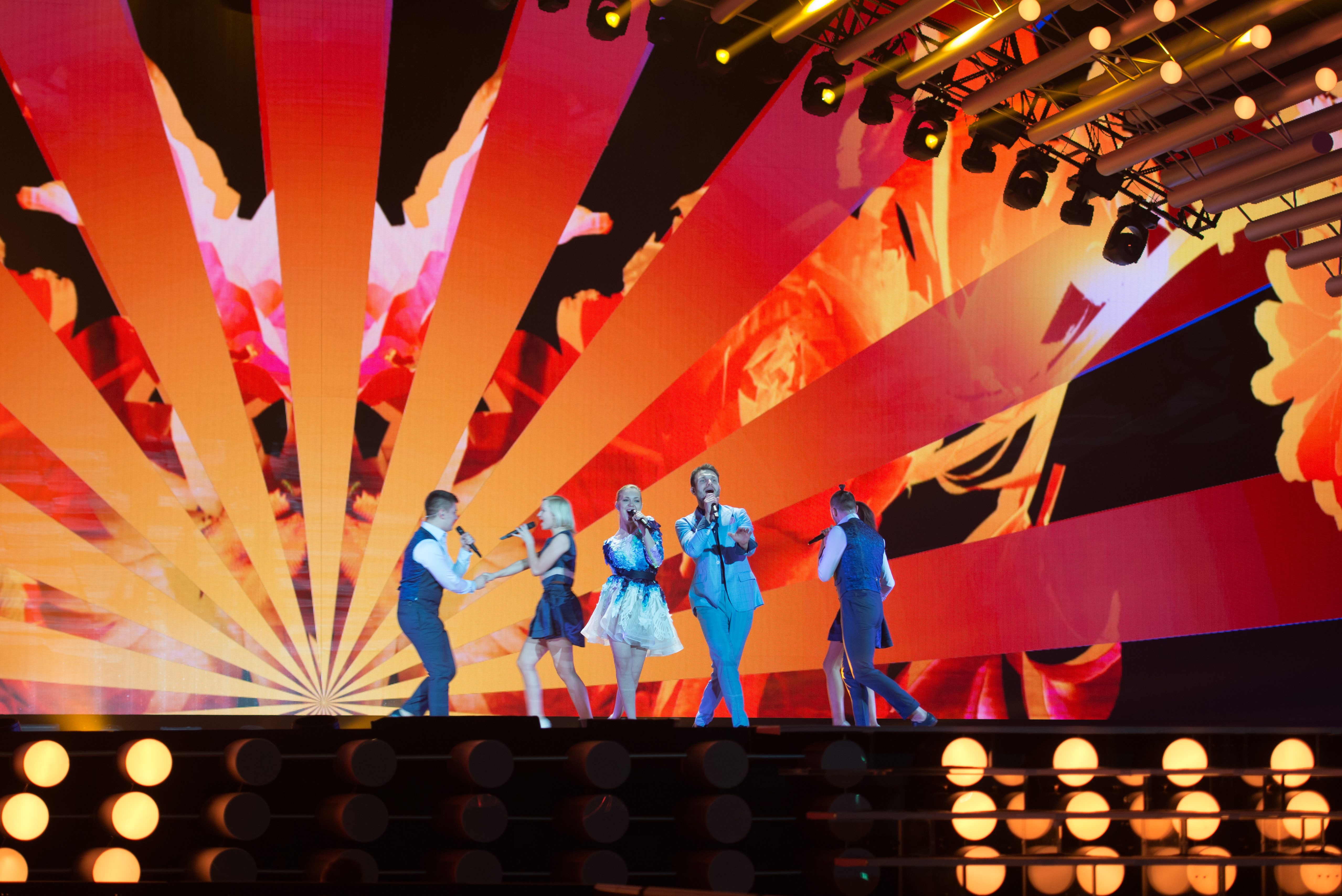
Monika Linkytė & Vaidas Baumila Bécsben (2015)
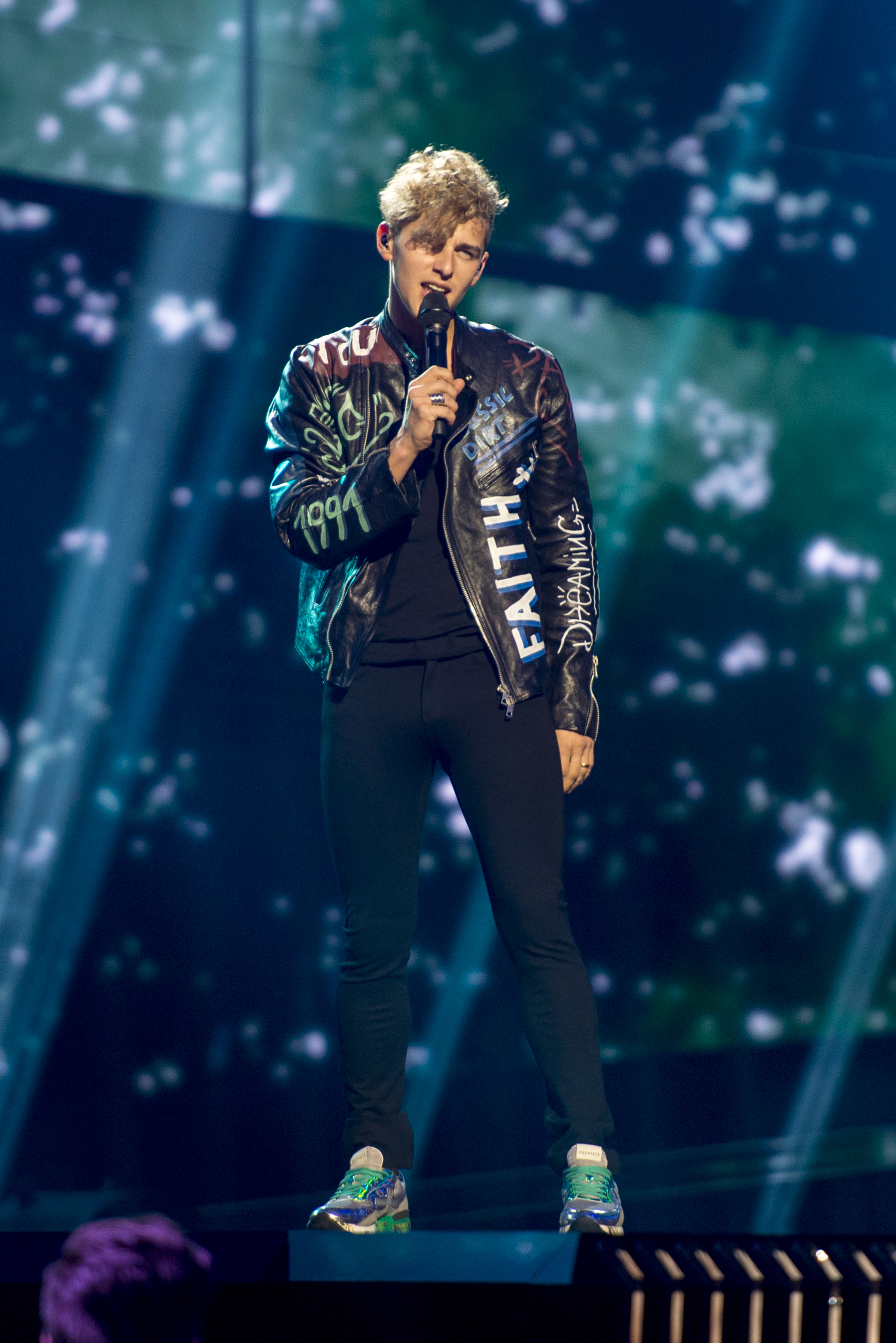
Donny Montell Stockholmban (2016)
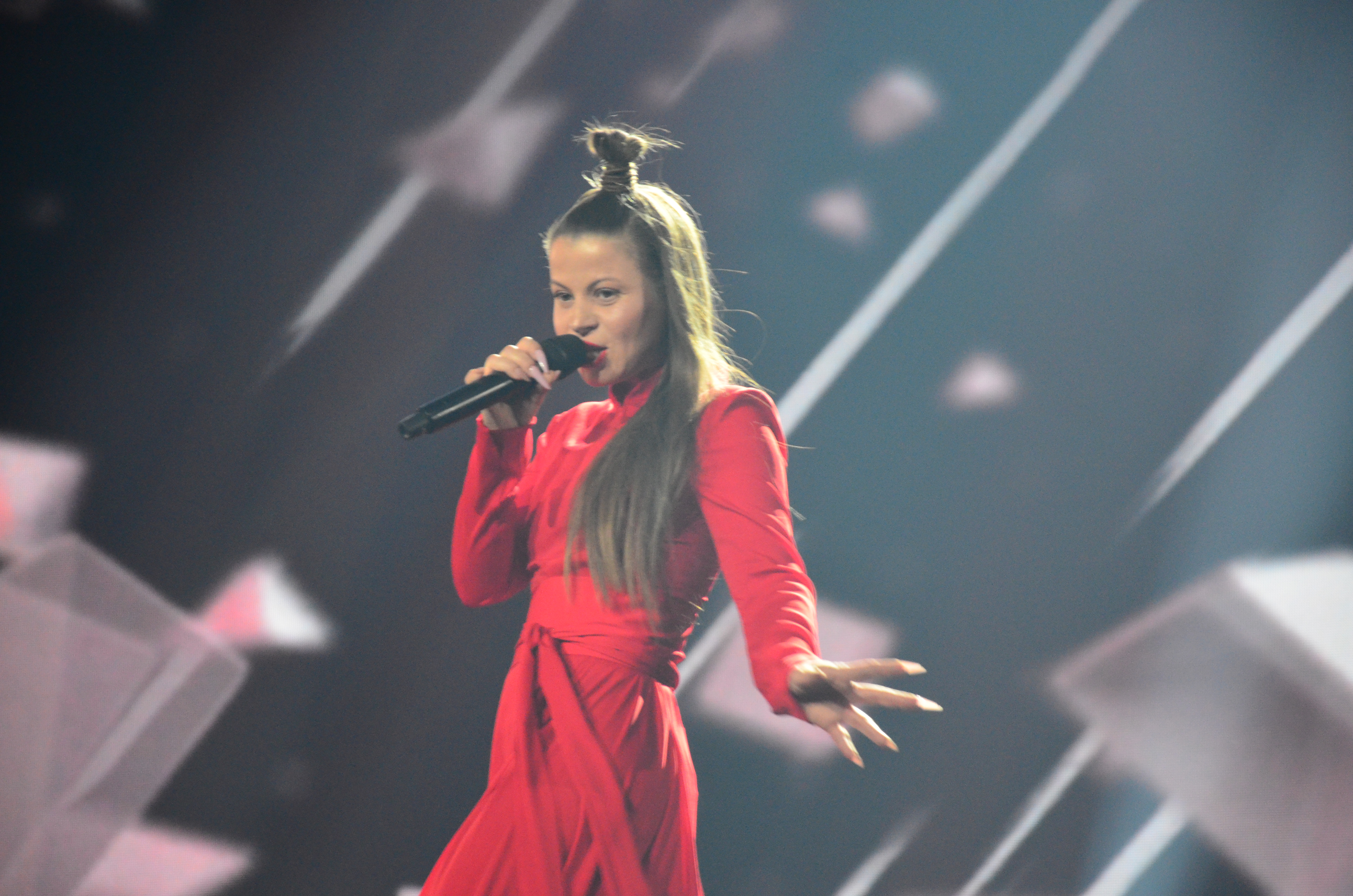
A Fusedmarc Kijevben (2017)
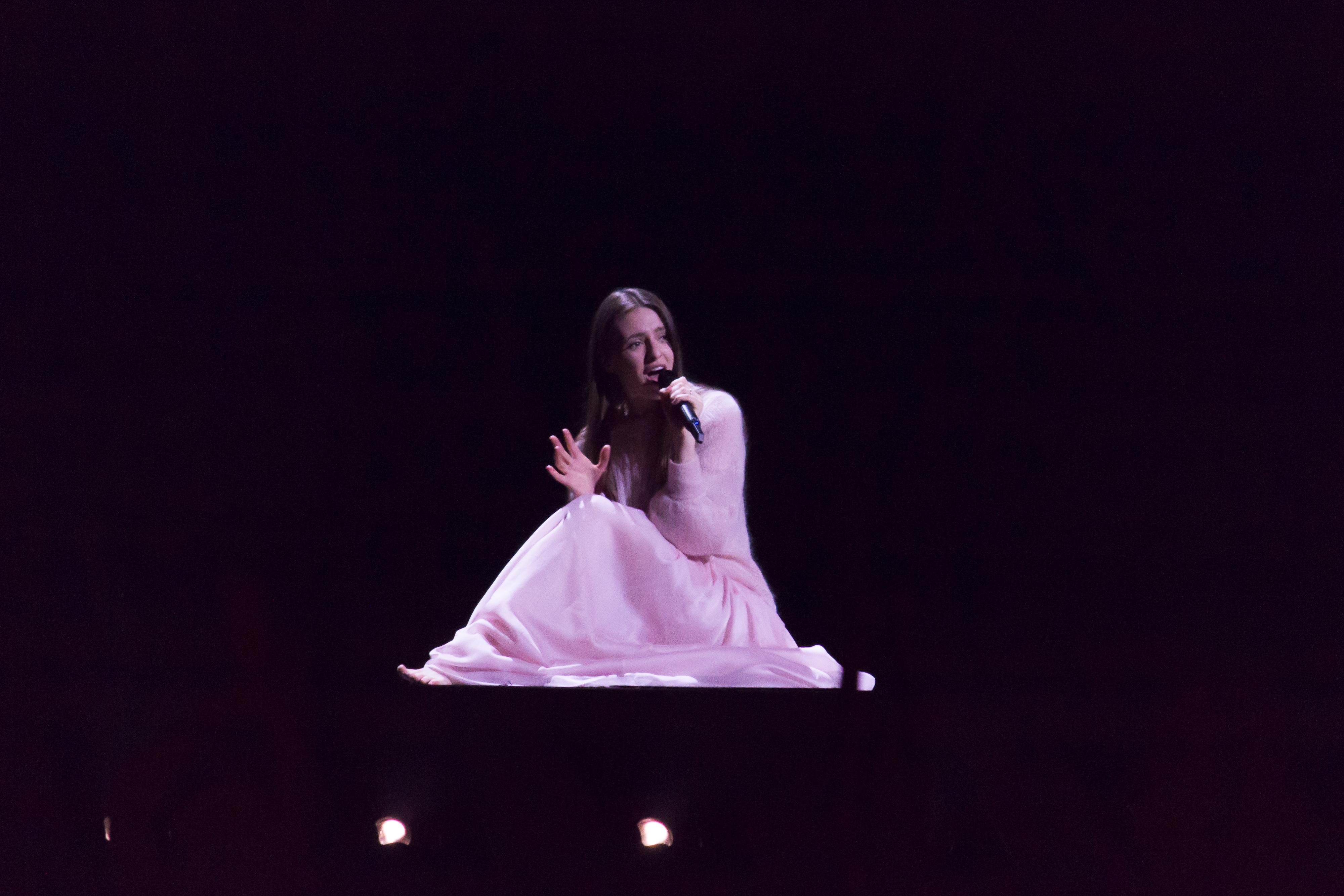
Ieva Zasimauskaitė Lisszabonban (2018)
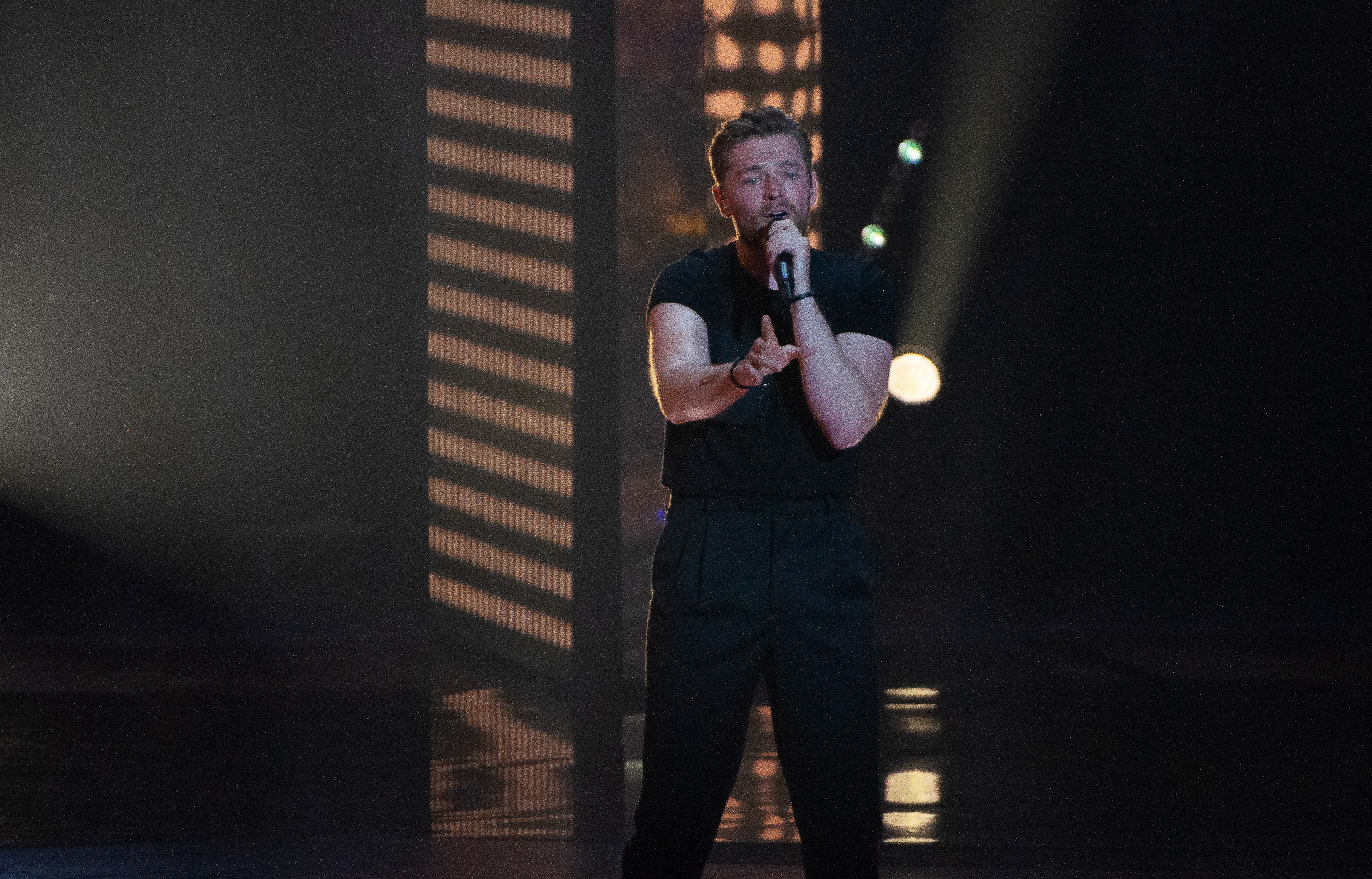
Jurijus Tel-Avivban (2019)
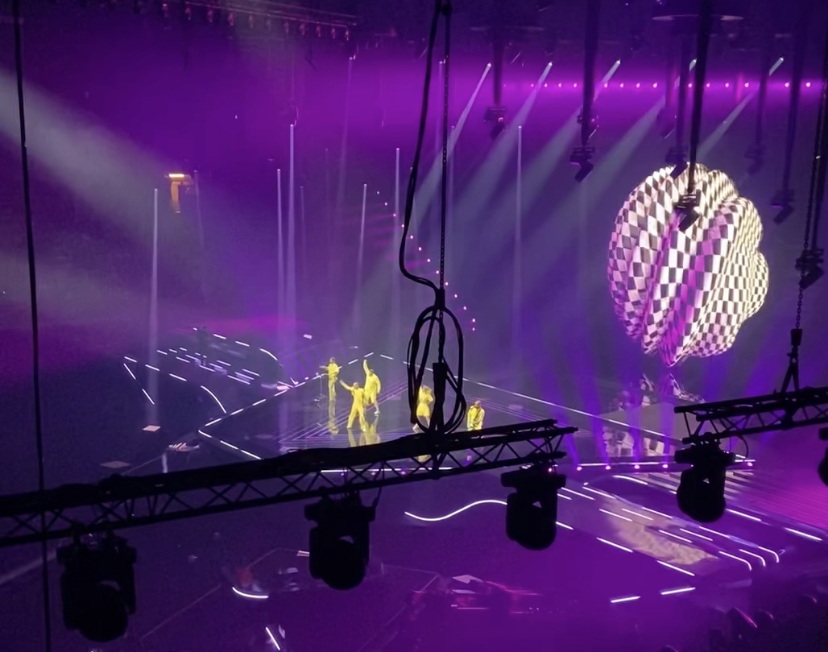
A The Roop Rotterdamban (2021)
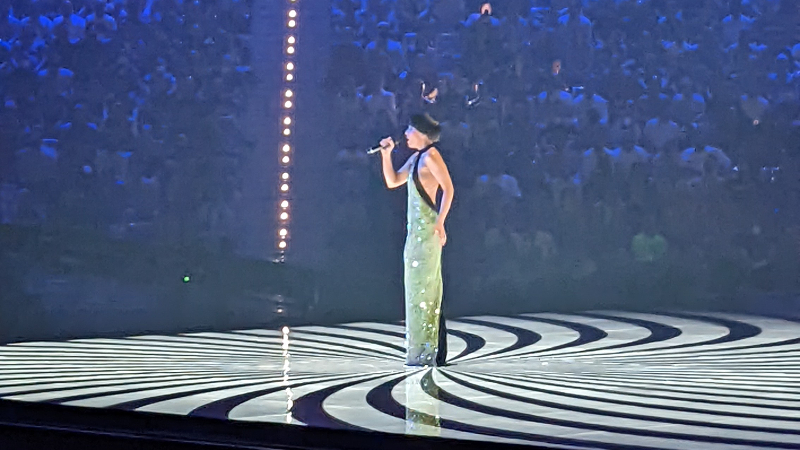
Monika Liu Torinóban (2022)
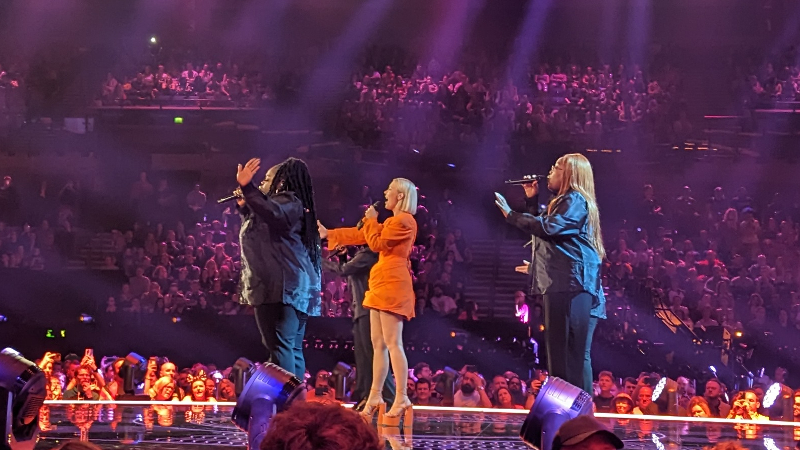
Monika Linkytė Liverpoolban (2023)
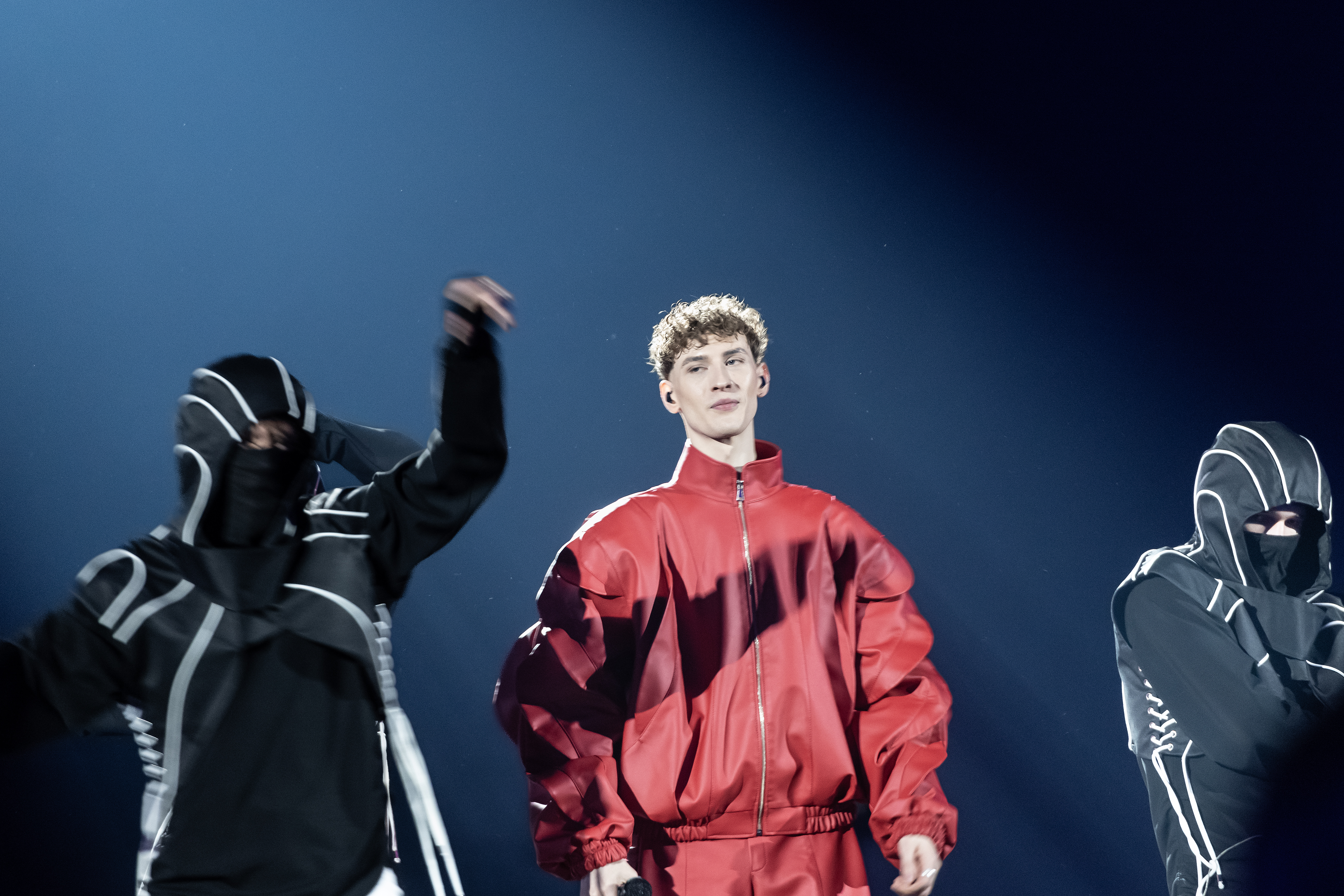
Silvester Belt Malmőben (2024)
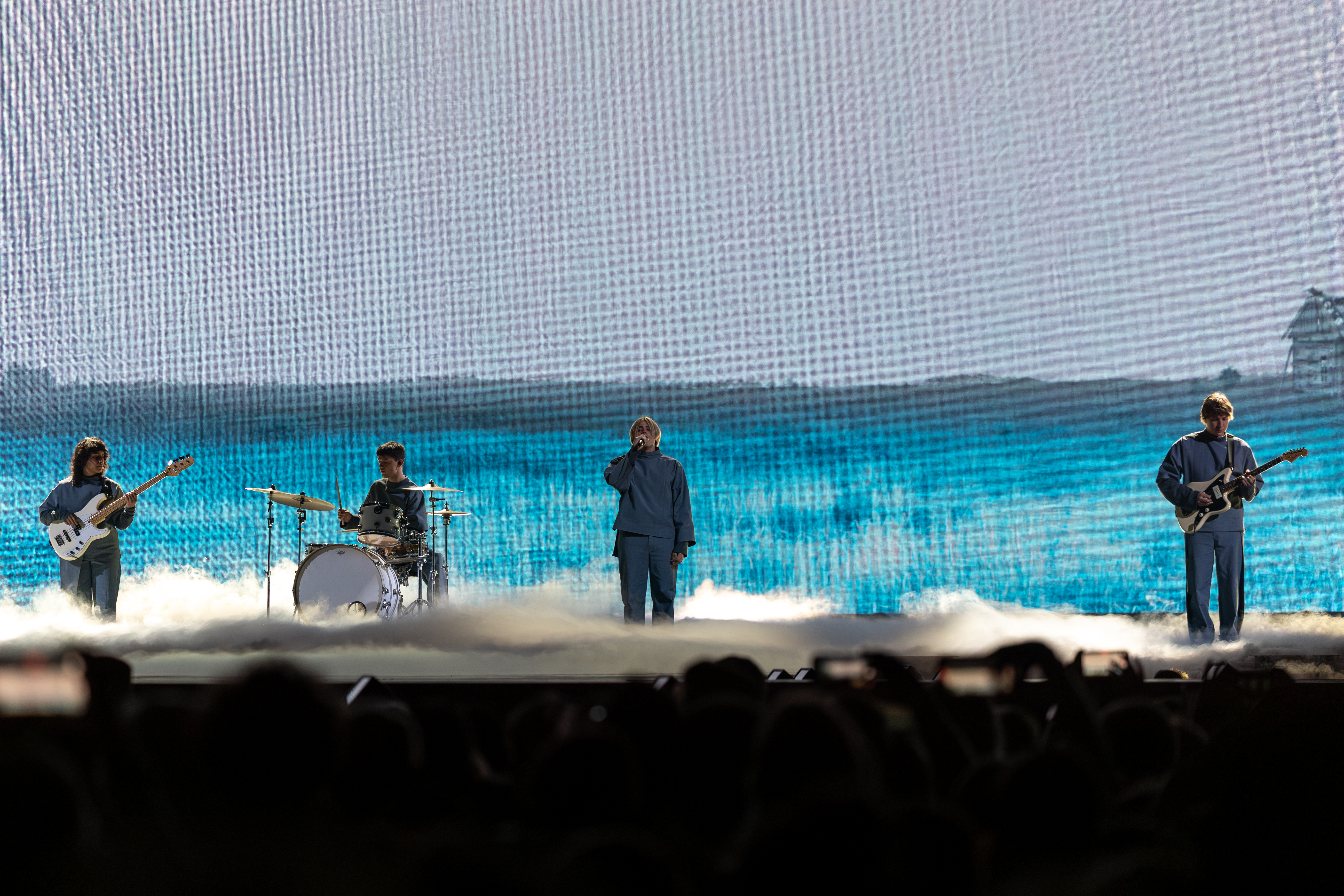
A Katarsis Bázelben (2025)

## Lásd még
- Litvánia a Junior Eurovíziós Dalfesztiválokon